# کی‌تی۵۷۲۰
کی‌تی۵۷۲۰ (به انگلیسی: KT5720) یک ترکیب شیمیایی با شناسه پاب‌کم ۳۸۴۴ است. 